# Astroquímica

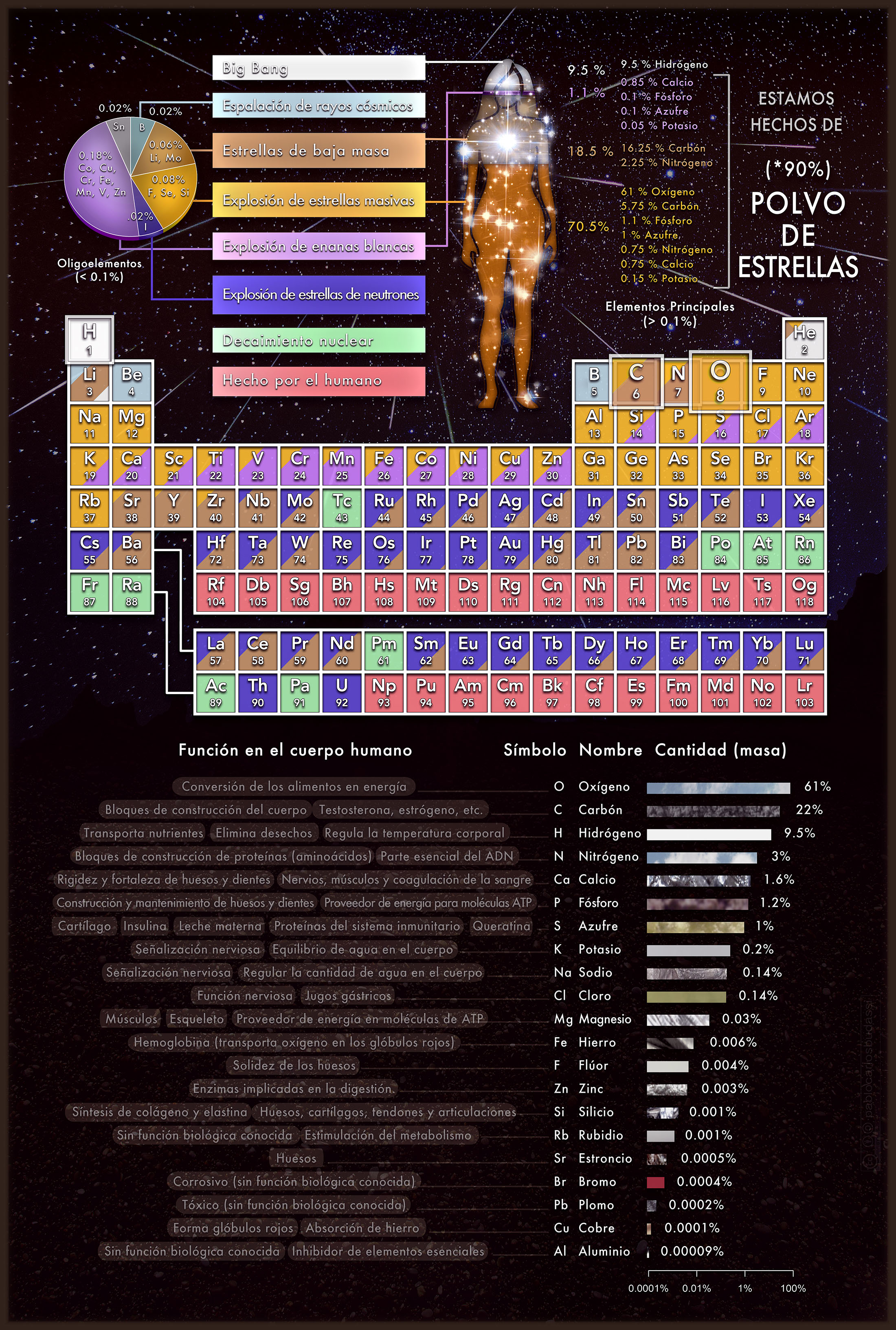
Infografía que muestra el origen teorizado de los elementos químicos que componen el cuerpo humano.

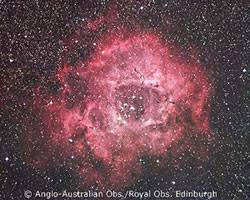
La astroquímica estudia la composición química de las nubes moleculares, nebulosas y atmósferas extraterrestres.

La astroquímica es la ciencia que se ocupa del estudio de la composición química de los astros, la abundancia de reacciones y moléculas, su interacción con la radiación y el material difuso encontrado en el espacio interestelar, normalmente concentrado en grandes nubes moleculares. La astroquímica representa un campo de unión entre las disciplinas de la astrofísica y de la química. La molécula más abundante en el Universo, el dihidrógeno (H2) no presenta un momento dipolar eléctrico, por lo que no es fácilmente detectable. En su lugar es mucho más fácil estudiar el material difuso en moléculas como el CO. Los astroquímicos han conseguido identificar cientos de tipos de moléculas algunas tan complejas como aminoácidos o fulerenos. La investigación moderna en astroquímica incluye también el estudio de la formación e interacción de estas moléculas complejas en medios tan poco densos pudiendo tener implicaciones en la comprensión del origen de la vida en el planeta Tierra.
La astroquímica se solapa fuertemente con la astrofísica ya que esta última describe las reacciones nucleares que ocurren en las estrellas enriqueciendo el medio interestelar en elementos pesados. La palabra "astroquímica" puede ser aplicada tanto en el estudio del sistema solar como en el medio interestelar. El estudio de la abundancia de elementos e isótopos en los objetos del sistema solar como meteoritos es también llamado cosmoquímica, mientras que el estudio de átomos y moléculas interestelares y su interacción con la radiación es llamada "astrofísica molecular". La formación, composición química y átomica, evolución y destino de las nubes moleculares es de especial interés porque de ellas se forman los sistemas solares

## Historia
Al ser una rama en común de la astronomía y la química, la historia de la astroquímica se fundamenta en la historia compartida de ambas ramas. El desarrollo de la espectroscopía avanzada observacional y experimental ha permitido la detección de una lista creciente de moléculas dentro de sistemas solares y el medio interestelar que los rodea. El número creciente de sustancias descubiertas mediante la espectroscopía y otras técnicas ha incrementado el tamaño y la escala del espacio químico disponible para el estudio de la astroquímica.

### Historia de la espectroscopía

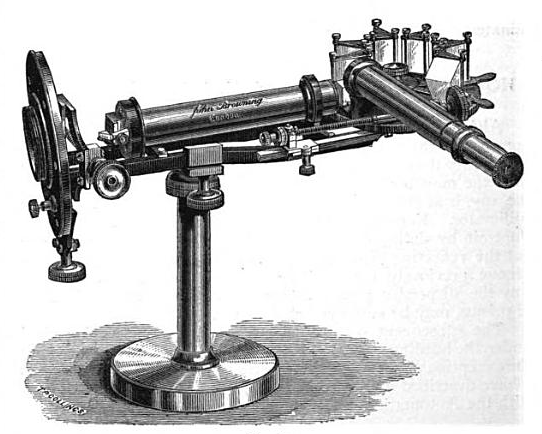
Espectroscopio solar automático construido por John Browning para ser acoplado a telescopios.

Previo a los trabajos de Isaac Newton de 1666 que establecieron la naturaleza espectral de la luz y dieron como resultado el primer espectroscopio, se realizaron diferentes observaciones del espectro solar por Athanasius Kircher (1646), Jan Marek Marci (1648), Robert Boyle (1664)  Francesco Maria Grimaldi (1665). La espectroscopía fue utilizada por primera vez como una técnica astronómica en 1802 en los experimentos de Wiliam Hyde Wollaston, quien construyó un espectrómetro para observar las líneas espectrales presentes en la radiación solar. Estas líneas espectrales fueron después cuantificadas mediante el trabajo de Joseph von Fraunhofer.
La espectroscopía fue utilizada al inicio para distinguir diferentes materiales después del reporte de Charles Wheatstone de 1835 en el que señalaba que diferentes flamas de diferentes metales daban como resultado espectros de emisión diferentes. Estas observaciones fueron estudiadas posteriormente por Léon Foucault, quien demostró en 1849 que un material a diferentes temperaturas produce líneas de absorción y emisión similares. Una declaración similar fue postulada independientemente por Ander Jonas Ångström en su trabajo de 1853 Optiska Undersökningar (investigaciones ópticas), donde teorizó que los gases luminosos emiten rayos de luz a la misma frecuencia que la luz que absorben.
Estos datos espectroscópicos comenzaron a tener importancia teórica con la observación de Johann Balmer acerca de que las líneas espectrales en muestras de hidrógeno seguían una relación empírica simple que se conoce como serie de Balmer. Esta serie es un caso especial de la fórmula de Rydberg, desarrollada por Johannes Rydberg en 1888 para describir las líneas espectrales observadas para el hidrógeno. El trabajo de Rydberg se popularizó debido a que permitió el cálculo de líneas espectrales para diferentes elementos químicos. La importancia teórica brindada a estos resultados espectroscópicos fue el devenir de la mecánica cuántica como la teoría que permitió comparar espectros atómicos y moleculares obtenidos experimentalmente con aquellos calculados a priori.

### Historia de la astroquímica

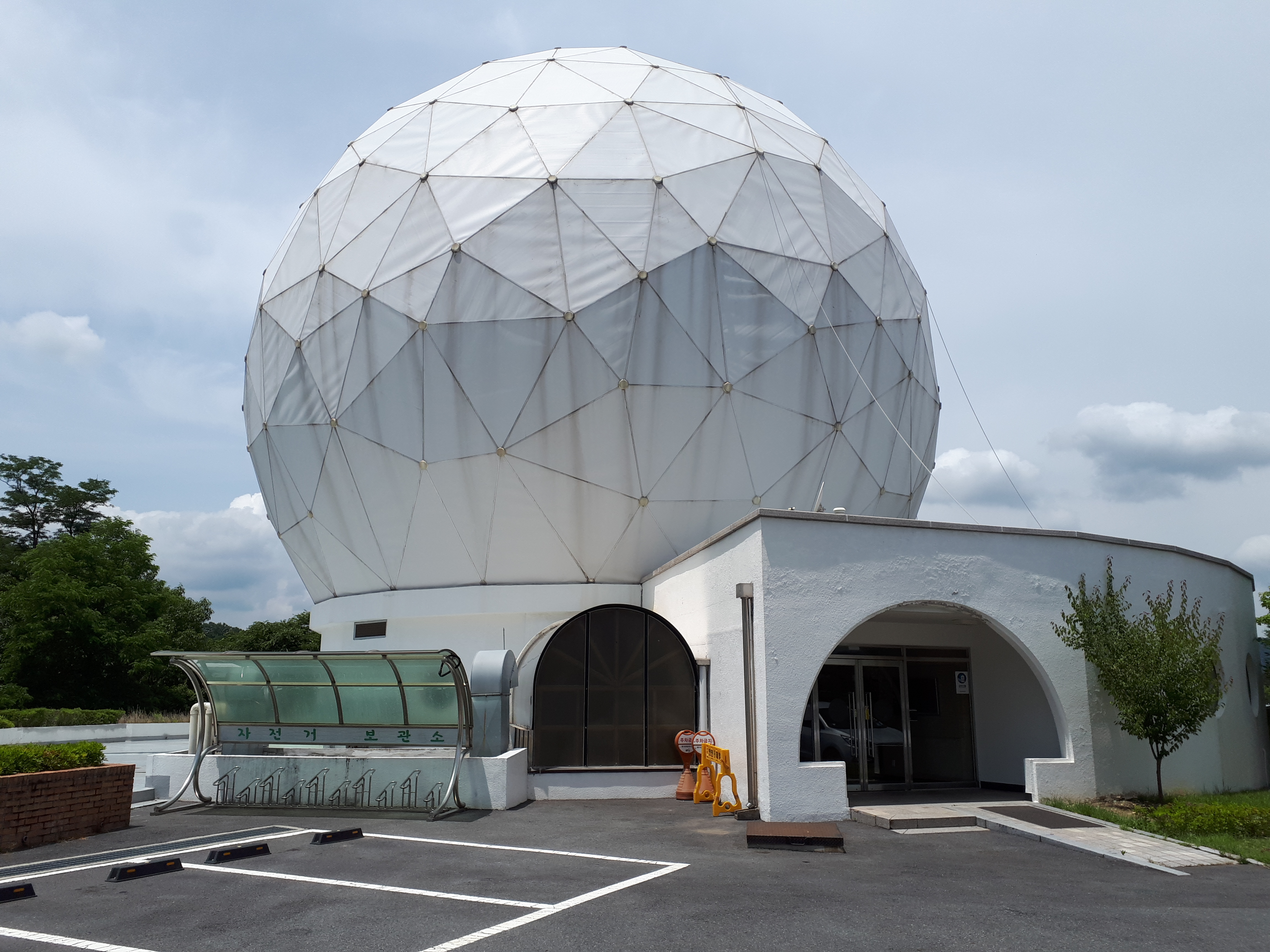
Observatorio radio astronómico Taeduk

A pesar de que la radioastronomía fue desarrollada a inicios de 1930, no fue hasta 1937 que evidencia sustancial para la identificación conclusiva de una molécula interestelar fue encontrada. Hasta este punto, las únicas especies químicas cuya existencia en el espacio interestelar era conocida eran átomos. Estos descubrimientos fueron confirmados en 1940 cuando McKellar et al. identificaron y atribuyeron líneas espectroscópicas a una observación de moléculas, hasta entonces no identificadas, de CH y CN en el espacio interestelar. En los 30 años posteriores, una pequeña cantidad de moléculas fueron descubiertas en el espacio interestelar siendo las más importantes el OH (descubierto en 1963) debido a que es la fuente del oxígeno interestelar y el H2CO (formaldehído, descubierto en 1969), importante debido a que fue la primera molécula orgánica y poliatómica descubierta en el espacio interestelar.
El descubrimiento de formaldehído interestelar y posteriormente otras moléculas de potencial importancia biológica como agua o monóxido de carbono es visto por algunos como una evidencia fuerte a favor de teorías abiogenéticas de la vida, específicamente teorías que sostienen que los componentes moleculares básicos de la vida provinieron de fuentes extraterrestres. Esto ha motivado la búsqueda continua de moléculas interestelares que son de importancia biológica directa (como la glicina interestelar descubierta en 2009) o que exhiben propiedades relevantes para la biología como la quiralidad (como el óxido de propileno descubierto en 2016) así como avances en la investigación astroquímica básica.

## Espectroscopía

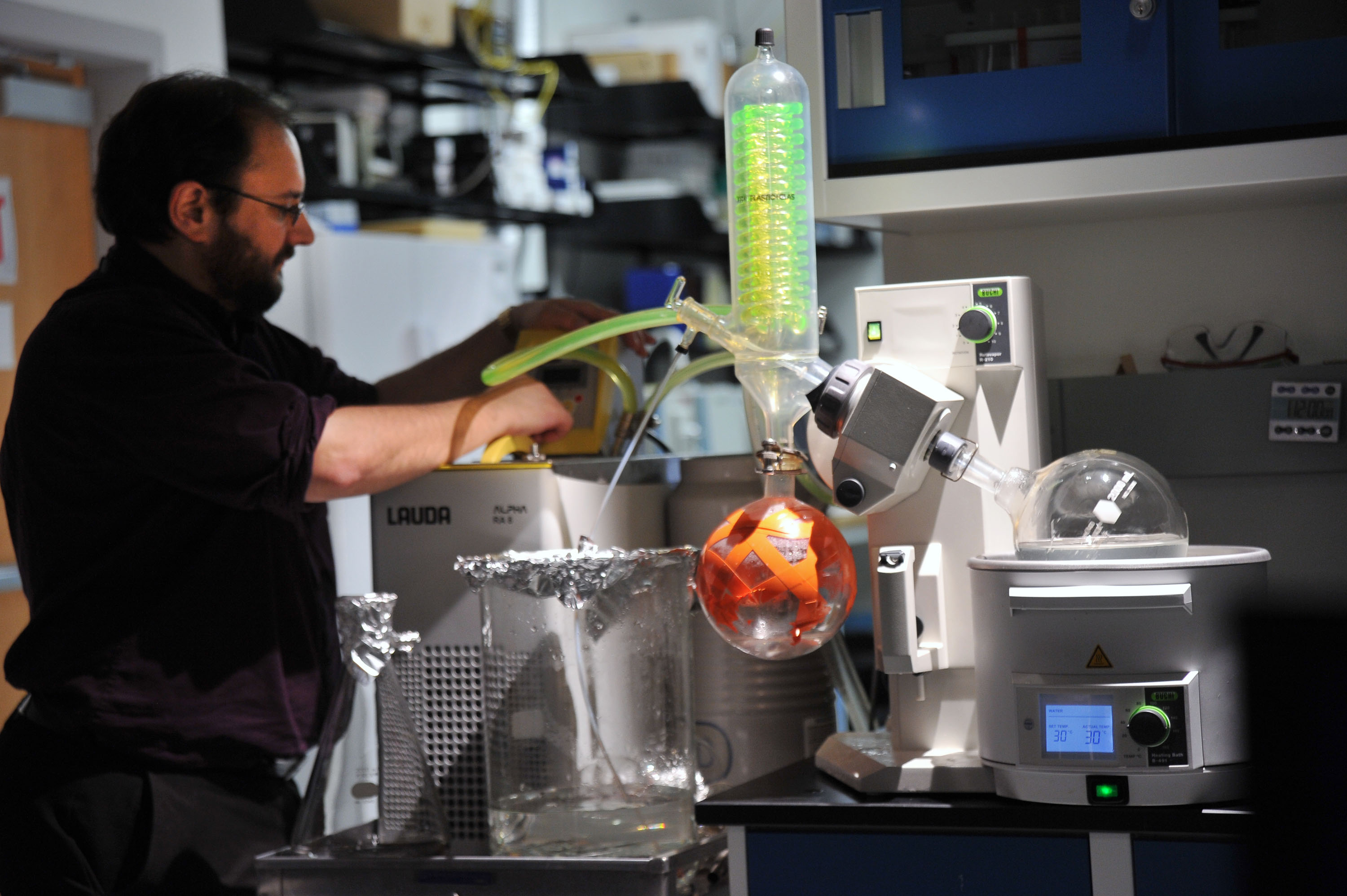
Científico del Laboratorio de Astroquímica de la NASA trabajando con un rotavapor dentro del Goddard Astrobiology Analytical Laboratory.

Una herramienta de particular importancia en la astroquímica es la espectroscopía a través de telescopios para medir la absorción y emisión de luz de moléculas y átomos en diversos ambientes. Al comparar las observaciones astronómicas con mediciones de laboratorio, los astroquímicos pueden inferir la abundancia de los elementos, composición química y la temperatura de estrellas y nebulosas. Esto es posible debido a que los iones, átomos y moléculas tienen un espectro característico, es decir, que la absorción y emisión de ciertas longitudes de onda de luz, usualmente invisibles al ojo humano, son únicas para cada entidad y pueden ser predichos basándose en la mecánica cuántica y la física estadística. Esto es así ya que los procesos de emisión de luz están cuantizados, permitiendo a estas disciplinas científicas calcular los diferentes niveles de energía (o estados cuánticos) en los que se puede encontrar un elemento y sus transiciones, asociadas a la emisión de luz en longitudes de onda específicas. Sin embargo, estas mediciones tienen limitaciones, pues diferentes tipos de radiación (radio, infrarrojo, UV-visible, etc.) son capaces de detectar únicamente ciertos tipos de especies dependiendo de las propiedades químicas de la molécula. 
Un análisis detallado del espectro de emisión o de absorción de las estrellas, planetas y del medio interestelar permite identificar su composición química, su temperatura superficial e incluso la aceleración de la gravedad en la superficie de las estrellas. En el caso del medio interestelar se utiliza el espectro de emisión en el infrarrojo lejano o en longitudes de onda milimétricas. El análisis del espectro de absorción de la luz de fondo permite inferir datos sobre la cantidad de material en las nubes interestelares. Las atmósferas de los planetas del sistema solar se investigan utilizando el espectro de reflexión de la luz solar sobre el planeta y el espectro de emisión en el infrarrojo del planeta. En el análisis de las atmósferas estelares, realizado en longitudes de onda visible y ultravioleta, es necesario considerar efectos de desplazamiento de la longitud de onda (efecto Doppler) asociados al movimiento de la estrella y especialmente a su rotación.

### Radioastronomía
Artículo principal: Radioastronomía

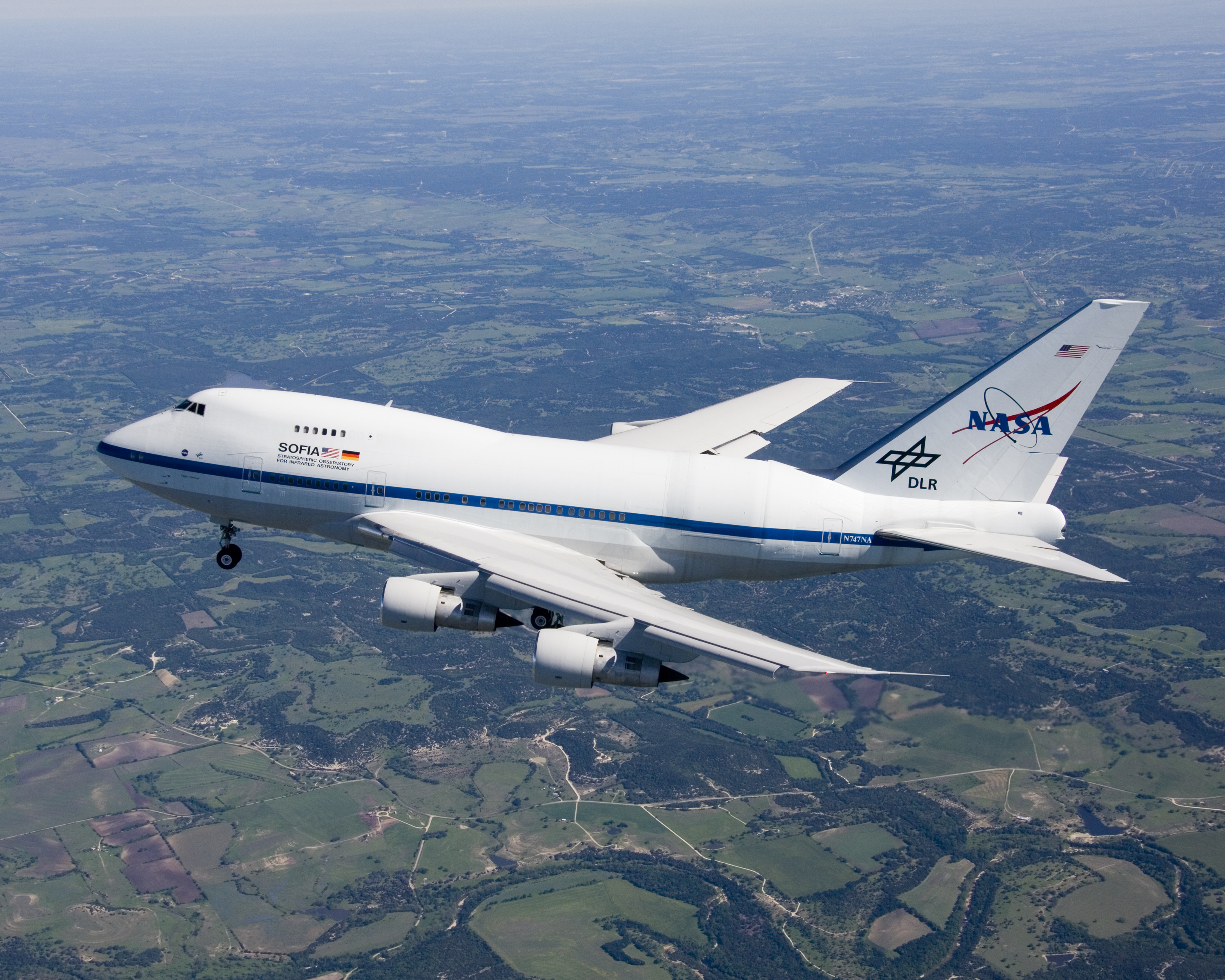
Boeing 747SP de la NASA modificado para transportar el telescopio SOFIA

Probablemente, la técnica más poderosa para la detección de especies químicas individuales es la radio astronomía, que ha brindado como resultados la detección de alrededor de cien especies interestelares incluyendo radicales, iones y compuestos orgánicos como alcoholes, ácidos, aldehídos y cetonas. Una de las moléculas interestelares más abundantes y fáciles de detectar con ondas de radio (debido a su fuerte momento dipolar eléctrico) es el mónoxido de carbono CO. De hecho, el CO es una especie tan común que es usada para mapear regiones moleculares. La observación que atrae más interés es probablemente el descubrimiento de glicina interestelar, el aminoácido más simple, aunque dicho descubrimiento también ha traído controversia. Una de las razones por las cuales este descubrimiento fue controversial es que a pesar de que la radio interferometría y otros métodos como la espectroscopía rotacional brindan buenos resultados para la identificación de especies simples con momentos dipolares grandes, son menos sensibles a moléculas más complejas incluso siendo relativamente pequeñas como los aminoácidos.
Más allá de eso, algunos métodos son completamente ciegos ante moléculas que no poseen un dipolo. Por ejemplo, de lejos, la molécula más común en el universo es el hidrógeno gaseoso (H2), la cual no posee un momento dipolar, por lo que es invisible a los radiotelescopios. Además, dichos métodos no pueden detectar especies que no se encuentren en fase gas. Debido a que las nubles moleculares densas se encuentran a temperaturas muy bajas (10 a 50 K o -263.1 a -223.2 °C), la mayoría de las moléculas en ellas se encuentran en estado sólido. Por esta razón, para detectarlas, se utilizan otras longitudes de onda. El hidrógeno es fácilmente detectado en el ultravioleta (UV) y en el visible debido a sus espectros de emisión y absorción (línea de hidrógeno). La mayoría de los compuestos orgánicos absorben y emiten luz en el infrarrojo (IR), por lo que, por ejemplo, la detección del metano en la atmósfera de Marte fue lograda utilizando el telescopio de IR  de la NASA en Mauna Kea, Hawái. Los Investigadores de la NASA utilizan el telescopio aéreo SOFIA (Observatorio estratosférico para espectroscopía infrarroja) y el telescopio espacial Spitzer para llevar a cabo la observación, investigación y operación científica. Cristopher Oze, de la Universidad de Canterbury, Nueva Zelanda y su equipo reportaron en junio de 2012 que la medición de los niveles de hidrógeno y metano en Marte podrían ayudar a determinar la viabilidad de la vida en Marte. De acuerdo con los científicos, "bajas proporciones de hidrógeno/metano (menos a 40) indican que la vida es posible y es probable que esté presente y activa". Otros científicos han reportado recientemente métodos de detección de hidrógeno y metano en atmósferas extraterrestres.

### Astronomía infrarroja

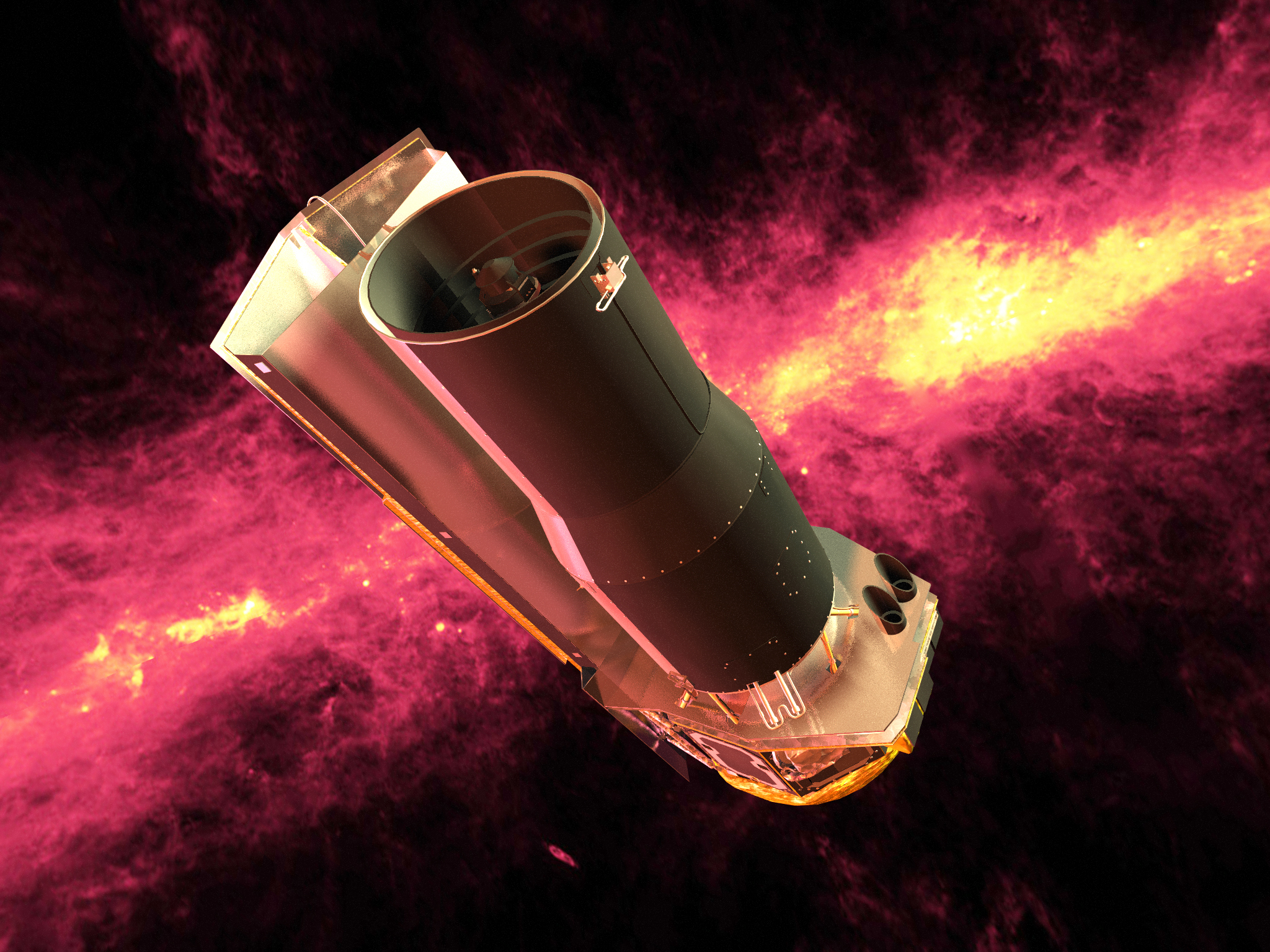
Representación artística del telescopio espacial Spitzer

La astronomía infrarroja también ha sido utilizada para conocer la composición de materiales sólidos en el medio interestelar, incluyendo hielo, silicatos y sólidos ricos en carbono querogénico. Esto se debe a que, a diferencia de la luz visible que se dispersa o se absorbe por partículas sólidas, la radiación de infrarrojo puede pasar a través de partículas microscópicas interestelares, pero en el proceso, se absorben ciertas longitudes de onda que son características de la composición de los sólidos. Al igual que con la radio astronomía, existen ciertas limitaciones, un ejemplo de ellas es la molécula de nitrógeno (N2), la cual es difícil de detectar tanto con infrarrojo como con radiofrecuencias.
Dichas observaciones de infrarrojo han determinado que en nubes densas (donde hay partículas suficientes para atenuar la radiación UV destructiva) se forman delgadas capas de hielo que envuelven las a las partículas microscópicas permitiendo que exista química de baja temperatura. Debido a que el hidrógeno es, por lejos, la molécula más abundante del universo, la química inicial de estos hielos está determinada por la química del hidrógeno. Si el hidrógeno es atómico, entonces los radicales H reaccionan con los átomos disponibles de oxígeno, carbono y nitrógeno produciendo especies reducidas como H2O, CH4 y NH3. Sin embargo, si el hidrógeno es molecular, su reactividad disminuye, lo que permite que átomos más pesados reaccionen o permanezcan unidos produciendo CO, CO2, CN, etc. Estos hielos con mezclas moleculares son expuestos a radiación ultravioleta y a rayos cósmicos, lo que resulta en una química compleja derivada de la radiación. Experimentos en el laboratorio de fotoquímica de hielos interestelares simples han producido aminoácidos. La similitud entre hielos interestelares y cometarios (así como las comparaciones de compuestos gaseosos) han sido señalados como indicadores de una conexión entre la química interestelar y cometaria. Esto se ve apoyado por los resultados del análisis de las sustancias orgánicas brindadas por la sonda espacial Stardust, aunque los minerales también indican una contribución sorprendente de la química de altas temperaturas en la nebulosa solar.

## Investigación

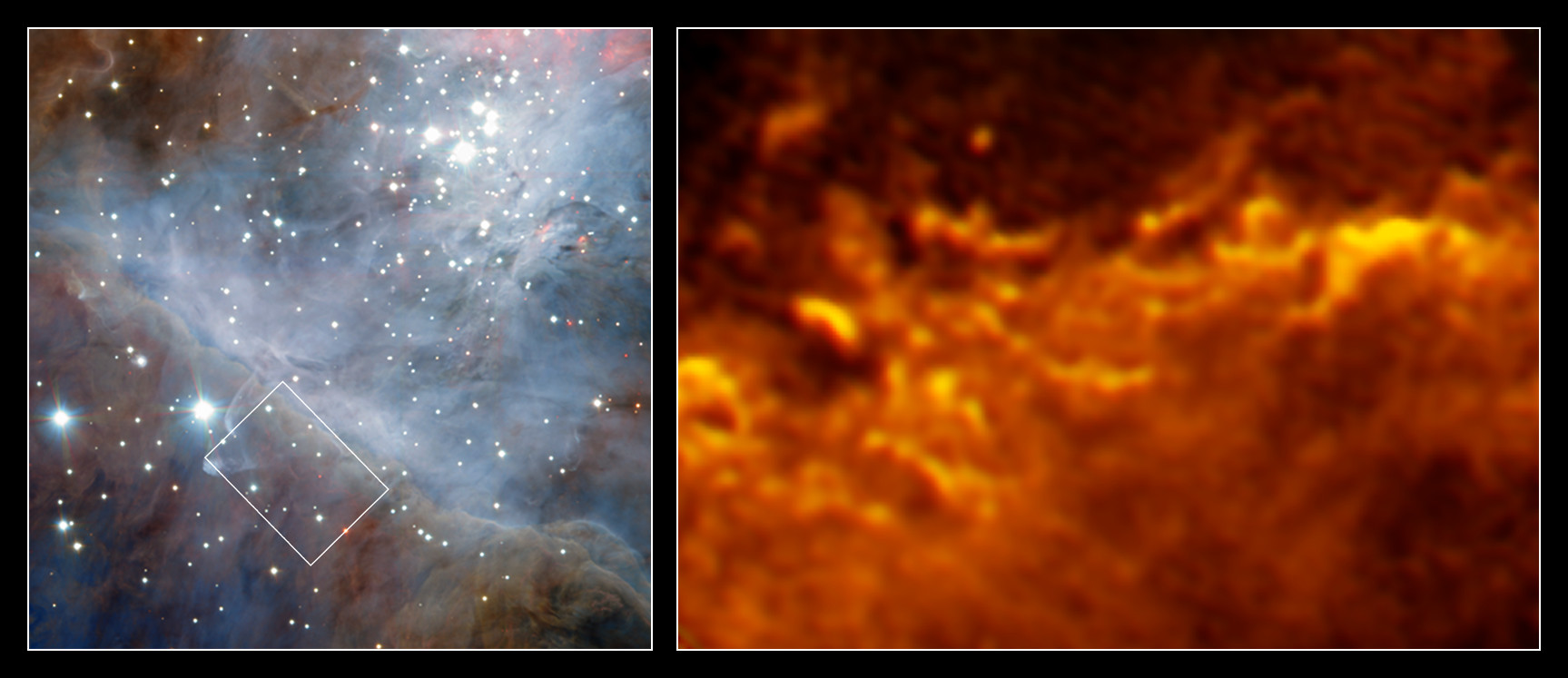
Transición de gas atómico a molecular en el límite de la nube molecular de Orion.

La investigación de la astroquímica estudia la forma en la que las moléculas interestelares y circunestelares se forman e interaccionan, incluyendo fenómenos cuánticos no triviales para las rutas de síntesis de partículas interestelares. Esta investigación puede tener un impacto profundo en la manera en la que se entiende el papel de las moléculas que estaban presentes en la nube molecular de la que se originó nuestro sistema solar, que contribuyó a la importante química del carbono de cometas y asteroides y, en consecuencia, de los meteoritos y partículas de polvo interestelar que cayeron a la tierra por toneladas cada día. 
La baja densidad del espacio interestelar e interplanetario da como resultado una química inusual, pues las reacciones prohibidas por simetría no pueden ocurrir más que en escalas temporales muy largas. Por esta razón, tanto moléculas como iones moleculares que son inestables en la tierra pueden ser abundantes en el espacio, como por ejemplo, el ion H3+. La astroquímica se traslapa con la astrofísica y la física nuclear en la caracterización de reacciones nucleares que ocurren en las estrellas, las consecuencias de la evolución estelar así como las "generaciones" de estrellas. Sin duda alguna, las reacciones nucleares en las estrellas producen elementos químicos. Mientras las "generaciones" de estrellas avanzan, la masa de los nuevos elementos formados se incrementa. Una estrella de primera generación utiliza hidrógeno elemental (H) como combustible para producir helio (He) y liberar energía. El hidrógeno es el elemento más abundante y, al tener sólo un protón, es el bloque de construcción básico para todos los demás elementos. La fuerza de la gravedad tira hacia el centro de la estrella creando cantidades masivas de calor y presión, que favorecen la fusión nuclear. A través de este proceso de fusión de masa nuclear, se forman elementos más pesados. El carbono, oxígeno y silicio son ejemplos de elementos formados en la fusión estelar. Después de varias generaciones, se forman los elementos más pesados (hierro y plomo).
En octubre de 2011, se reportó que el polvo cósmico contiene materia orgánica ("sólidos orgánicos amorfos con una estructura mixta aromática-alifática") que puede ser creada de forma natural y rápida en las estrellas.
El 29 de agosto de 2012, por primera vez, astrónomos de la Universidad de Copenhague reportaron la detección de una molécula específica de azúcar, el glicolaldehído, en un sistema estelar distante. La molécula fue encontrada alrededor de la protoestrella binaria IRAS 16293-2422, que se localiza a 400 años luz de la tierra. El glicolaldehído es necesario para formar ácido ribonucléico o ARN, similar y complementario en funciones con el ADN. Estos descubrimientos sugieren que complejas moléculas orgánicas se pueden formar en sistemas estelares previo a la formación de planetas y a veces pueden llegar a planetas jóvenes en su formación temprana.
En septiembre de 2012, científicos de la NASA reportaron que hidrocarburos aromáticos policíclicos (PAHs, policyclic aromatic hydrocarbons), sujetos a condiciones del medio interestelar, son transformados a través de la hidrogenación, oxigenación e hidroxilación a compuestos orgánicos más complejos, en palabras suyas, "están a un paso de distancia del camino hacia los aminoácidos y nucleótidos, las materias primas de las proteínas y el ADN, respectivamente". Como un resultado posterior a estas transformaciones, las PAHs pierden su firma espectroscópica, lo que puede ser una de las razones para la falta de detección de PAHs en polvo cósmico y en hielo interestelar, particularmente en las regiones externas de nubes densas y frías o en las capas moleculares superiores de discos protoplanetarios.
En febrero de 2014, la NASA anunció la creación de una base de datos espectrales mejorada para el rastreamiento de PAHs en el universo. De acuerdo con los científicos, más del 20% del carbono en el universo puede estar en forma de PAHs, posibles materias primas para la formación de la vida. Las PAHs parecen haberse formado poco después del Big Bang y expandido a través del universo. Las PAHs se asocian con nuevas estrellas y exoplanetas.
El 11 de agosto de 2014, se revelaron estudios en los que se utilizó el Atacama Large Millimeter Array (ALMA) por primera vez. En ellos se detalló la distribución de HCN, HNC, H2CO y polvo dentro de la coma de los cometas C/2012 F6 (Lemmon) y C/2012 S1 (ISON).